# Clara Christiansson Drake
Clara Christiansson Drake, född den 17 september 1999, är en svensk skådespelare.
Hon är dotter till skådespelaren Lena Carlsson  och poeten och socionomen Johan Christiansson Drake.
Christiansson Drakes karriär som skådespelare började med att hon spelade Hella i filmen Faro och Louise i filmen Vi är bäst! från 2013. Hon har även haft ledande roller i TV-serier såsom Gösta (2019), Mörkt hjärta (2022) samt Gåsmamman där hon sedan 2015 spelat Nina Ek, dotter till Alexandra Rapaports karaktär Sonja Ek. 2023 medverkade hon i Lukas Moodyssons film Tillsammans 99.

## Filmografi (i urval)
- 2005 – Kärlek och fiskpinnar (TV-serie)
- 2013 – Faro
- 2013 – 15 – Det är mitt liv – Om mamma dör (TV-serie)
- 2013 – Vi är bäst!
- 2015–2022 – Gåsmamman (TV-serie)
- 2019 – Gösta (TV-serie)
- 2022 – Mörkt hjärta (TV-serie)
- 2022 – Kärlek & skilsmässa (TV-serie)
- 2023 – Tillsammans 99
- 2025 – Vi dör i natt